# エンリケ・フェルナンデス・アルボス

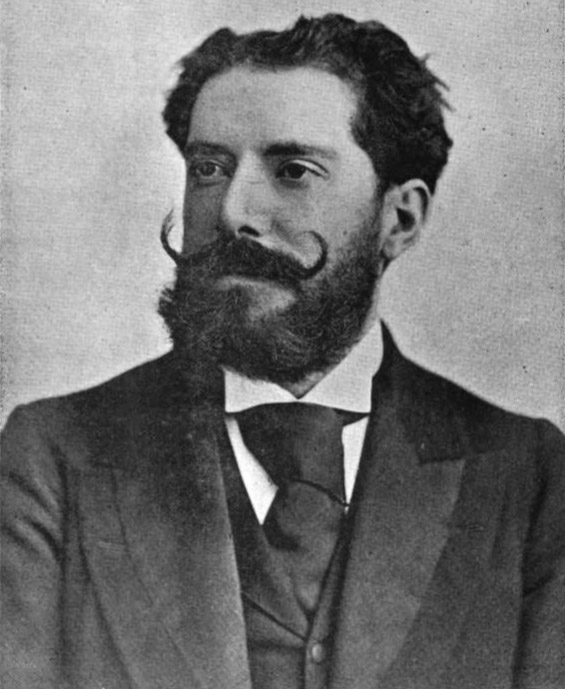
エンリケ・フェルナンデス・アルボス

エンリケ・フェルナンデス・アルボス（Enrique Fernández Arbós, 1863年12月24日 - 1939年6月2日）は、スペインのヴァイオリニスト・作曲家。母国やブリュッセルの音楽院に学んだ後、ベルリンに留学してヨーゼフ・ヨアヒムの薫陶を受けた。ハンブルクで教授職を得たが、やがてマドリードに戻り、スペイン随一のヴァイオリニストとしての地位を築き、1886年からはベルリン・フィルハーモニー管弦楽団のコンサートマスターを務めた。その後1890年に訪英し、イングランドでも名声を勝ち得てロンドンにて王立音楽大学の教授に就任した。
作曲家としてはいくつかのヴァイオリンの小品を遺したほか、サルスエラ『世界の中心』（El Centro de la Tierra, 1895年）を作曲している。アルベニスのピアノ曲集『イベリア』にオーケストレーションを施して管弦楽組曲版を作成したことでも知られているが、後に同曲集を編曲しようとしたラヴェルがアルボスの編曲がすでに存在していることを知って、やむなく作曲したのが『ボレロ』である、というエピソードがある。